# Cantone di Charenton-du-Cher
Il Cantone di Charenton-du-Cher era una divisione amministrativa dell'arrondissement di Saint-Amand-Montrond.
A seguito della riforma approvata con decreto del 21 febbraio 2014, che ha avuto attuazione dopo le elezioni dipartimentali del 2015, è stato soppresso.

## Composizione
Comprendeva i comuni di:
- Arpheuilles
- Bannegon
- Bessais-le-Fromental
- Charenton-du-Cher
- Coust
- Thaumiers
- Vernais
- Le Pondy
- Saint-Pierre-les-Étieux